# Tallinn Manual

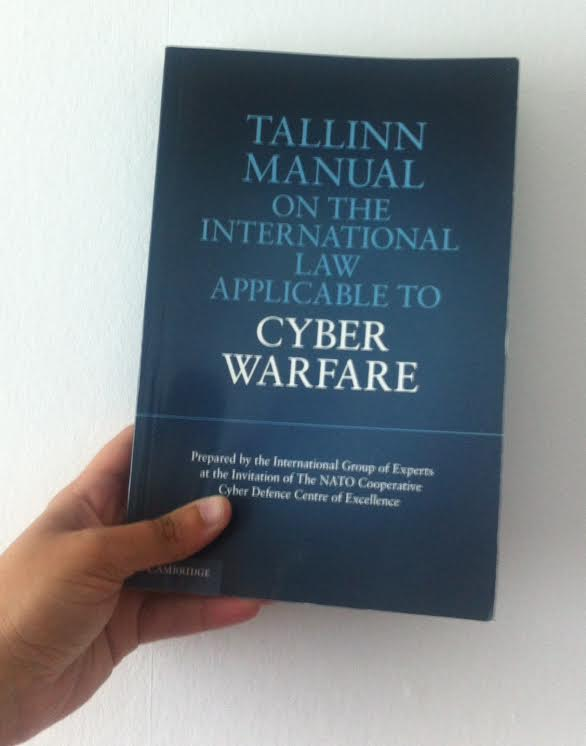
Tallinn Manual on the International Law applicable to Cyber Warfare

Das Tallinn Manual (Tallinn Manual on the International Law Applicable to Cyber Warfare) ist eine akademische, unverbindliche Studie über die Anwendung des Völkerrechts, insbesondere des ius ad bellum und des Humanitären Völkerrecht, auf Cyberkonflikte und Cyberkriegsführung. Zwischen 2009 und 2012 wurde das Tallinn Manual auf Einladung des NATO Cooperative Cyber Defence Centre of Excellence in Tallinn von einer internationalen Gruppe von etwa zwanzig Experten verfasst. Im April 2013 wurde das Handbuch von Cambridge University Press veröffentlicht.

## Entstehungsprozess
Ende 2009 berief das Cooperative Cyber Defence Centre of Excellence eine internationale Gruppe von Rechtswissenschaftlern und Praktikern ein, um ein Handbuch zu erarbeiten, das die Anwendung des Völkerrechts auf Cyberoperationen und Cyberkriegsführung untersucht. Dieser Schritt markierte den ersten umfassenden und systematischen Versuch, Licht in die komplexen rechtlichen Fragestellungen dieses neuen Handlungsfeldes zu bringen und eine fundierte Grundlage für die Auslegung völkerrechtlicher Normen im Cyberraum zu schaffen.
Während des gesamten Entwurfsprozesses waren drei Organisationen durch Beobachter vertreten: die NATO durch ihr Allied Command Transformation aufgrund der Beziehung des NATO Cooperative Cyber Defence Centre of Excellence zur NATO das Internationales Komitee vom Roten Kreuz aufgrund seiner "Hüter"-Rolle des humanitären Völkerrechts und das United States Cyber Command aufgrund seiner Fähigkeit, die Perspektive eines operativ ausgereiften Unternehmens zu vermitteln.  Um die akademische Glaubwürdigkeit des Tallinner Handbuchs zu erhöhen, wurde es vor seiner Veröffentlichung von dreizehn internationalen Rechtswissenschaftlern begutachtet.

## Weiterentwicklung
Tallinn Manual 2.0, das auf das ursprüngliche Handbuch folgte, wurde entwickelt, um den Anwendungsbereich des Tallinner Handbuchs zu erweitern. Es wurde im Februar 2017 von Cambridge University Press in Form eines Buches veröffentlicht.
Der Schwerpunkt des ursprünglichen Handbuchs von Tallinn liegt auf den zerstörerischen Cyberoperationen – solchen, die als "bewaffnete Angriffe" gelten und es den Staaten daher ermöglichen, in Selbstverteidigung zu reagieren – und auf solchen, die während bewaffneter Konflikte stattfinden. Da die Bedrohung durch Cyberoperationen mit solchen Folgen für die Staaten besonders alarmierend ist, hat sich die meiste akademische Forschung auf diese Fragen konzentriert. Tallinn 2.0 bezieht sich auf Cyber-"Operationen" im Gegensatz zu Cyber-"Konflikten" aus dem ursprünglichen Tallinn-Handbuch. Staaten werden jedoch täglich durch böswillige Cyberoperationen herausgefordert, die nicht das oben genannte Niveau erreichen. Das Projekt Tallinn Manual 2.0 untersucht den internationalen Rechtsrahmen, der für solche Cyberoperationen gilt. Zu den einschlägigen Rechtsordnungen gehören das Recht der Staatenverantwortlichkeit, das Seerecht, das internationale Fernmelderecht, das Weltraumrecht, das diplomatisches und konsularische Recht sowie, in Bezug auf Einzelpersonen, die Menschenrechte. das Tallinn Manual 2.0 untersucht auch, wie die allgemeinen Prinzipien des Völkerrechts wie Souveränität, Gerichtsbarkeit, Sorgfaltspflicht und das Verbot von Interventionen im Cyberkontext anwendbar sind.
Michael Schmitt vom United States Naval War College und der Universität Exeter, leitete das Projekt Tallinn 2.0. Ähnlich wie sein Vorgänger gab die erweiterte Ausgabe des Tallinn-Handbuchs nur die Ansichten der Internationalen Expertengruppe wieder, nicht aber die der NATO, des NATO CCD COE, seiner Trägernationen oder anderer Staaten oder Organisationen.
Die jüngste Aktualisierungsinitiative, bekannt als Tallinn Manual 3.0, wurde 2021 gestartet und ist auf fünf Jahre angelegt. Ziel des Projekts ist es, die bestehenden Inhalte als Reaktion auf neue Entwicklungen zu überarbeiten und Diskussionen über aufkommende Themen anzuregen, die für staatliche Aktivitäten im Cyberraum relevant sind. An der Aktualisierung ist ein breites Spektrum von Völkerrechtsexperten beteiligt, darunter Professor Michael N. Schmitt, der als Projektleiter fungieren wird, zusammen mit Liis Vihul und Professor Marko Milanović als Co-Chefredakteure.

## Autoren
(Quelle: )
- Wolff Heintschel von Heinegg von der Europa-Universität Viadrina
- William H. Boothby von der Royal Air Force des Vereinigten Königreichs
- Thomas C. Wingfield vom George C. Marshall Europäischen Zentrum für Sicherheitsstudien
- Bruno Demeyere, ehemals Katholische Universität Leuven
- Eric Talbot Jensen von der Brigham Young University
- Sean Watts von der Creighton University
- Louise Arimatsu vom Chatham House
- Geneviève Bernatchez aus dem Büro des Generalanwalts der Kanadischen Streitkräfte
- Penny Cumming von den Australian Defence Force
- Robin Geiß von der Universität Potsdam
- Terry D. Gill von der Universität Amsterdam, der Niederländische Verteidigungsakademie und der Universität Utrecht
- Derek Jinks von der University of Texas
- Jann Kleffner von der schwedischen Hochschule für nationale Verteidigung
- Nils Melzer vom Genfer Zentrum für Sicherheitspolitik
- Kenneth Watkin von den Kanadischen Streitkräfte
- Die technischen Berater waren James Bret Michael von der United States Naval Postgraduate School sowie Kenneth Geers und Rain Ottis, die beide zuvor mit dem NATO Cooperative Cyber Defence Centre of Excellence verbunden waren.